# Difesa attiva
Difesa attiva è un termine usato negli sport da combattimento per indicare un'attività volta a bloccare l'offensiva dell'avversario e utilizzarla a proprio favore, diversamente dalla difesa "classica", il cui unico scopo è quello di difendere. Per esempio, "A" blocca il suo avversario ("B") che si avvicina con un colpo di arresto. Nella difesa classica, "A" avrebbe semplicemente parato o evitato il colpo di "B".
Come l'aggettivo indica, la difesa si traduce in un'attività diretta all'offensiva dell'avversario. Utilizzando questo tipo di tecnica, si fa in modo che l'offensiva dell'avversario arrechi il minor danno possibile e si utilizza l'attività dell'avversario per completare un contrattacco efficace. 
Il primo obiettivo è limitare i danni e i traumatismi possibili durante la difesa: parata "assorbente" (assorbimento di colpo) e deviazione dell'arma di attacco. 
Il secondo obiettivo è prendere vantaggio dell'attacco dell'avversario. 
Sono previste due modalità:
- Una difesa che permette di completare un contrattacco. Per esempio, assorbire il colpo e contrattaccare o deviare l'arma e squilibrare l'avversario allo stesso tempo per contrattaccare vantaggiosamente,
- Una difesa che permette di attaccare, in altre parole passare all'offensiva durante l'iniziativa dell'avversario, o nell'avanzamento dell'opponente o nel suo attacco propriamente detto. In questo caso, la strategia è simile al contracolpo. Per esempio, disturbare l'avversario nell'avvicinarsi o nello sviluppo del suo attacco, con aiuto di un colpo nell'asse diretta[non chiaro].

## Illustrazione

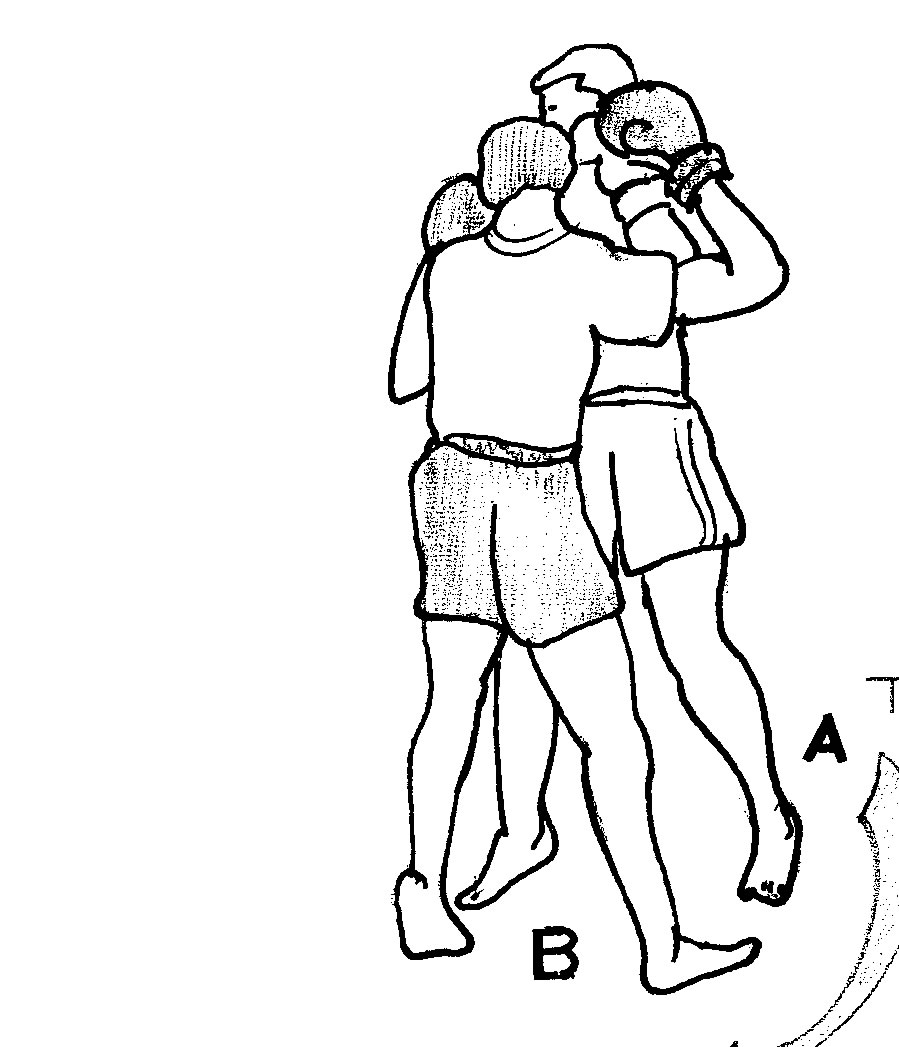
"A" è venuto a aderirsi contro l'opponente per disturbare ed impedire l'azione che B voleva svolgere
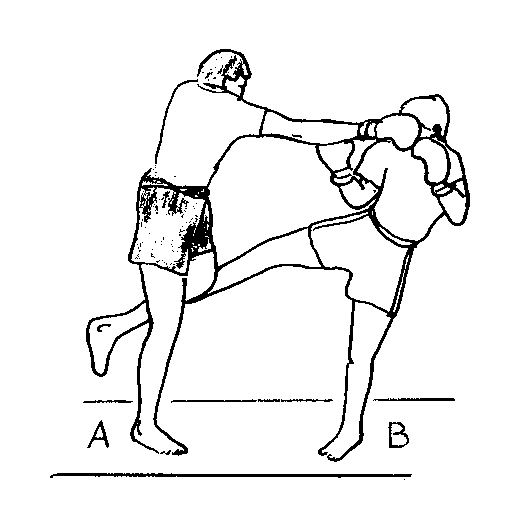
Assorbimento di un calcio basso (low kick) associato con un contrattacco
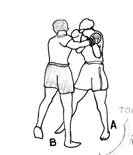
"A" ha rotto la distanza per disturbare lo sviluppo del gancio dell'avversario
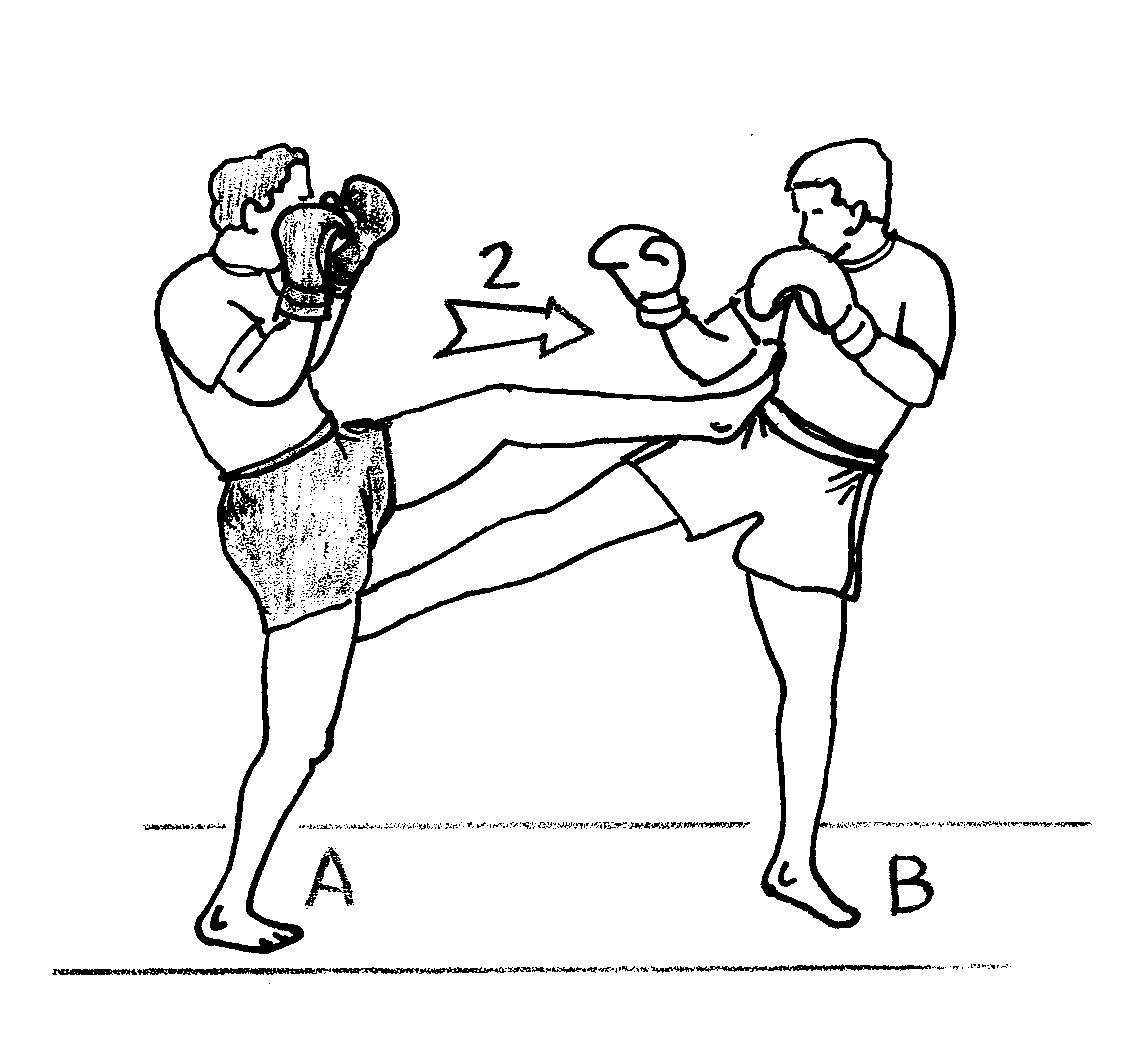
Colpo di arresto durante l'avanzamento dell'avversario